# Jerzy Woźniak
Jerzy Jan Woźniak (Rembertów, 1932. december 22. – Varsó, 2011. január 9.) válogatott lengyel labdarúgó, hátvéd, olimpikon.

## Pályafutása

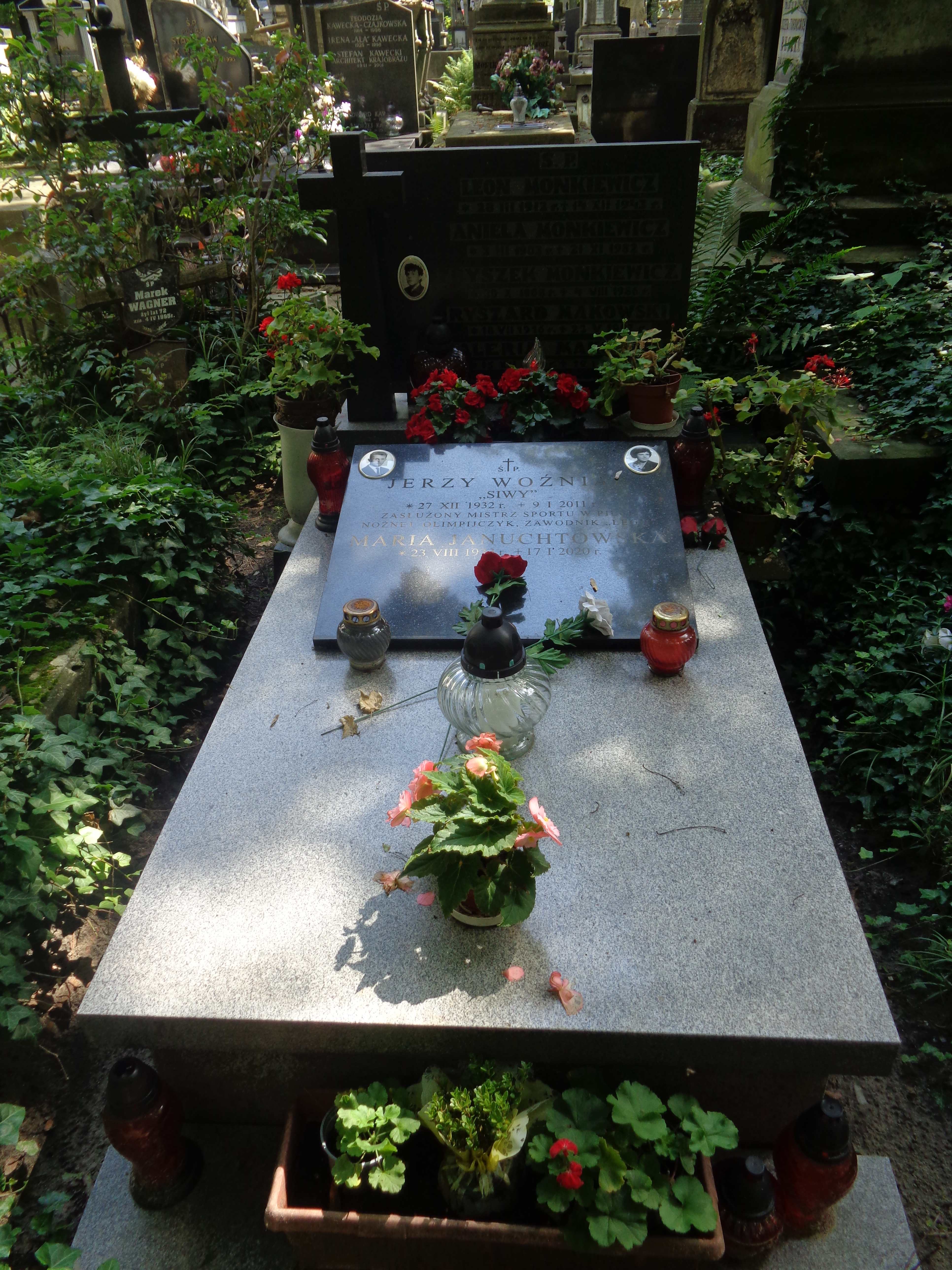
Sírja a Powązki temetőben

### Klubcsapatban
1954 és 1967 között a Legia Warszawa labdarúgója volt, ahol két lengyel bajnoki címet és négy kupagyőzelmet ért el az együttessel.

### A válogatottban
1955 és 1962 között 35 alkalommal szerepelt a lengyel válogatottban. Tagja volt az 1960-as római olimpiai játékokon részt vevő csapatnak.

## Sikerei, díjai
Legia Warszawa
- Lengyel bajnokság
  - bajnok (2): 1955, 1956
- Lengyel kupa
  - győztes (4): 1955, 1956, 1964, 1966